# WHL 2005/06
Die WHL-Saison 2005/06 war die 40. Spielzeit der Western Hockey League.  Die Play-offs starteten am 24. März 2006 und endeten mit dem erstmaligen President’s-Cup-Gewinn der Vancouver Giants am 9. Mai 2006, die sich im WHL-Finale gegen die Moose Jaw Warriors durchsetzten.

## Reguläre Saison

### Abschlussplatzierungen
Abkürzungen: GP = Spiele, W = Siege, L = Niederlagen, OTL = Niederlage nach Overtime bzw. Shootout, GF = Erzielte Tore, GA = Gegentore, Pts = Punkte

Erläuterungen:       = Play-off-Qualifikation,       = Divisions-Sieger,       = Conference-Sieger,       = Scotty-Munro-Memorial-Trophy-Gewinner

#### Eastern Conference
| East Division         | GP | W  | L  | OTL | GF  | GA  | Pts |
| --------------------- | -- | -- | -- | --- | --- | --- | --- |
| Moose Jaw Warriors    | 72 | 44 | 20 | 8   | 278 | 205 | 96  |
| Saskatoon Blades      | 72 | 41 | 25 | 6   | 232 | 217 | 88  |
| Regina Pats           | 72 | 40 | 27 | 5   | 236 | 234 | 85  |
| Brandon Wheat Kings   | 72 | 30 | 32 | 10  | 218 | 259 | 70  |
| Prince Albert Raiders | 72 | 25 | 36 | 11  | 167 | 228 | 63  |

| Central Division      | GP | W  | L  | OTL | GF  | GA  | Pts |
| --------------------- | -- | -- | -- | --- | --- | --- | --- |
| Medicine Hat Tigers   | 72 | 47 | 16 | 9   | 257 | 171 | 103 |
| Calgary Hitmen        | 72 | 47 | 18 | 7   | 195 | 155 | 101 |
| Lethbridge Hurricanes | 72 | 27 | 36 | 9   | 195 | 250 | 63  |
| Swift Current Broncos | 72 | 24 | 34 | 14  | 175 | 242 | 62  |
| Red Deer Rebels       | 72 | 26 | 40 | 6   | 166 | 220 | 58  |

#### Western Conference
| B.C. Division         | GP | W  | L  | OTL | GF  | GA  | Pts |
| --------------------- | -- | -- | -- | --- | --- | --- | --- |
| Vancouver Giants      | 72 | 47 | 19 | 6   | 252 | 156 | 100 |
| Kelowna Rockets       | 72 | 46 | 22 | 4   | 243 | 188 | 96  |
| Kootenay Ice          | 72 | 45 | 23 | 4   | 233 | 177 | 94  |
| Prince George Cougars | 72 | 35 | 31 | 6   | 195 | 195 | 76  |
| Kamloops Blazers      | 72 | 34 | 33 | 5   | 179 | 196 | 73  |

| U.S. Division         | GP | W  | L  | OTL | GF  | GA  | Pts |
| --------------------- | -- | -- | -- | --- | --- | --- | --- |
| Everett Silvertips    | 72 | 40 | 27 | 5   | 203 | 158 | 85  |
| Seattle Thunderbirds  | 72 | 35 | 31 | 6   | 186 | 211 | 76  |
| Portland Winter Hawks | 72 | 32 | 32 | 8   | 204 | 258 | 72  |
| Tri-City Americans    | 72 | 30 | 35 | 7   | 188 | 221 | 67  |
| Spokane Chiefs        | 72 | 25 | 39 | 8   | 193 | 254 | 58  |

### Beste Scorer
Abkürzungen: GP = Spiele, G = Tore, A = Assists, Pts = Punkte, PIM = Strafminuten; Fett: Saisonbestwert
| Spieler            | Team                            | GP | G  | A  | Pts | PIM |
| ------------------ | ------------------------------- | -- | -- | -- | --- | --- |
| Troy Brouwer       | Moose Jaw Warriors              | 72 | 49 | 53 | 102 | 122 |
| Adam Cracknell     | Kootenay Ice                    | 72 | 42 | 51 | 93  | 85  |
| Ian McDonald       | Tri-City Americans              | 71 | 37 | 55 | 92  | 16  |
| Dustin Boyd        | Moose Jaw Warriors              | 64 | 48 | 42 | 90  | 34  |
| Justin Keller      | Kelowna Rockets                 | 72 | 51 | 37 | 88  | 82  |
| Blair Jones        | Moose Jaw Warriors              | 72 | 35 | 50 | 85  | 85  |
| Devin Setoguchi    | Saskatoon Blades                | 65 | 36 | 47 | 83  | 69  |
| Darren Helm        | Medicine Hat Tigers             | 70 | 41 | 38 | 79  | 39  |
| John Lammers       | Everett Silvertips              | 70 | 38 | 37 | 75  | 25  |
| Ryan Russell       | Kootenay Ice                    | 72 | 33 | 42 | 75  | 30  |
| Chad Klassen       | Spokane Chiefs Saskatoon Blades | 68 | 27 | 48 | 75  | 61  |
| Colton Yellow Horn | Lethbridge Hurricanes           | 67 | 25 | 50 | 75  | 63  |

### Beste Torhüter
Abkürzungen: GP = Spiele, TOI = Eiszeit (in Minuten), W = Siege, L = Niederlagen, OTL = Overtime/Shootout-Niederlagen, GA = Gegentore, SO = Shutouts, Sv% = gehaltene Schüsse (in %), GAA = Gegentorschnitt
| Spieler       | Team                | GP | TOI  | W  | L  | OTL | GA  | SO | Sv%  | GAA  |
| ------------- | ------------------- | -- | ---- | -- | -- | --- | --- | -- | ---- | ---- |
| Justin Pogge  | Calgary Hitmen      | 54 | 3237 | 38 | 12 | 4   | 93  | 11 | 92,6 | 1,72 |
| Taylor Dakers | Kootenay Ice        | 47 | 2671 | 30 | 15 | 1   | 94  | 8  | 92,6 | 2,11 |
| Leland Irving | Everett Silvertips  | 67 | 3791 | 37 | 23 | 3   | 121 | 4  | 92,5 | 1,91 |
| Matt Keetley  | Medicine Hat Tigers | 62 | 3741 | 42 | 14 | 5   | 130 | 6  | 91,6 | 2,09 |

## Play-offs

### Play-off-Baum
|  | Conference-Viertelfinale | Conference-Viertelfinale | Conference-Viertelfinale |                       |                     | Conference-Halbfinale | Conference-Halbfinale | Conference-Halbfinale |  |  | Conference-Finale | Conference-Finale | Conference-Finale |  |  | WHL-Meisterschaft | WHL-Meisterschaft | WHL-Meisterschaft |
|  |                          |                          |                          |                       |                     |                       |                       |                       |  |  |                   |                   |                   |  |  |                   |                   |                   |
|  | C1                       | Medicine Hat Tigers      | 4                        |                       |                     |                       |                       |                       |  |  |                   |                   |                   |  |  |                   |                   |                   |
|  | C4                       | Swift Current Broncos    | 0                        |                       |                     |                       |                       |                       |  |  |                   |                   |                   |  |  |                   |                   |                   |
|  | C4                       | Swift Current Broncos    | 0                        | C1                    | Medicine Hat Tigers | 4                     |                       |                       |  |  |                   |                   |                   |  |  |                   |                   |                   |
|  |                          |                          |                          | C1                    | Medicine Hat Tigers | 4                     |                       |                       |  |  |                   |                   |                   |  |  |                   |                   |                   |
|  |                          |                          | E2                       | Saskatoon Blades      | 0                   |                       |                       |                       |  |  |                   |                   |                   |  |  |                   |                   |                   |
|  | E3                       | Regina Pats              | E2                       | Saskatoon Blades      | 0                   | 2                     |                       |                       |  |  |                   |                   |                   |  |  |                   |                   |                   |
|  | E3                       | Regina Pats              |                          |                       |                     | 2                     |                       |                       |  |  |                   |                   |                   |  |  |                   |                   |                   |
|  | E2                       | Saskatoon Blades         | 4                        |                       |                     |                       |                       |                       |  |  |                   |                   |                   |  |  |                   |                   |                   |
|  | E2                       | Saskatoon Blades         | 4                        | C1                    | Medicine Hat Tigers | 1                     |                       |                       |  |  |                   |                   |                   |  |  |                   |                   |                   |
|  |                          |                          |                          | C1                    | Medicine Hat Tigers | 1                     | Eastern Conference    |                       |  |  |                   |                   |                   |  |  |                   |                   |                   |
|  |                          | E1                       | Moose Jaw Warriors       | 4                     |                     |                       |                       |                       |  |  |                   |                   |                   |  |  |                   |                   |                   |
|  | C2                       | E1                       | Moose Jaw Warriors       | 4                     | Calgary Hitmen      | 4                     |                       |                       |  |  |                   |                   |                   |  |  |                   |                   |                   |
|  | C2                       |                          |                          |                       | Calgary Hitmen      | 4                     |                       |                       |  |  |                   |                   |                   |  |  |                   |                   |                   |
|  | C3                       | Lethbridge Hurricanes    | 2                        |                       |                     |                       |                       |                       |  |  |                   |                   |                   |  |  |                   |                   |                   |
|  | C3                       | Lethbridge Hurricanes    | 2                        | C2                    | Calgary Hitmen      | 3                     |                       |                       |  |  |                   |                   |                   |  |  |                   |                   |                   |
|  |                          |                          |                          | C2                    | Calgary Hitmen      | 3                     |                       |                       |  |  |                   |                   |                   |  |  |                   |                   |                   |
|  |                          |                          | E1                       | Moose Jaw Warriors    | 4                   |                       |                       |                       |  |  |                   |                   |                   |  |  |                   |                   |                   |
|  | E4                       | Brandon Wheat Kings      | E1                       | Moose Jaw Warriors    | 4                   | 2                     |                       |                       |  |  |                   |                   |                   |  |  |                   |                   |                   |
|  | E4                       | Brandon Wheat Kings      |                          |                       |                     |                       |                       |                       |  |  |                   |                   |                   |  |  |                   |                   |                   |
|  | E1                       | Moose Jaw Warriors       | 4                        |                       |                     |                       |                       |                       |  |  |                   |                   |                   |  |  |                   |                   |                   |
|  | E1                       | Moose Jaw Warriors       | 4                        | E1                    | Moose Jaw Warriors  | 0                     |                       |                       |  |  |                   |                   |                   |  |  |                   |                   |                   |
|  |                          |                          |                          |                       |                     |                       |                       |                       |  |  |                   |                   |                   |  |  |                   |                   |                   |
|  |                          | B1                       | Vancouver Giants         | 4                     |                     |                       |                       |                       |  |  |                   |                   |                   |  |  |                   |                   |                   |
|  | B1                       | B1                       | Vancouver Giants         | 4                     | Vancouver Giants    | 4                     |                       |                       |  |  |                   |                   |                   |  |  |                   |                   |                   |
|  | B1                       |                          |                          |                       | Vancouver Giants    | 4                     |                       |                       |  |  |                   |                   |                   |  |  |                   |                   |                   |
|  | B4                       | Prince George Cougars    | 1                        |                       |                     |                       |                       |                       |  |  |                   |                   |                   |  |  |                   |                   |                   |
|  | B4                       | Prince George Cougars    | 1                        | B1                    | Vancouver Giants    | 4                     |                       |                       |  |  |                   |                   |                   |  |  |                   |                   |                   |
|  |                          |                          |                          | B1                    | Vancouver Giants    | 4                     |                       |                       |  |  |                   |                   |                   |  |  |                   |                   |                   |
|  |                          |                          | U3                       | Portland Winter Hawks | 1                   |                       |                       |                       |  |  |                   |                   |                   |  |  |                   |                   |                   |
|  | U3                       | Portland Winter Hawks    | U3                       | Portland Winter Hawks | 1                   | 4                     |                       |                       |  |  |                   |                   |                   |  |  |                   |                   |                   |
|  | U3                       | Portland Winter Hawks    |                          |                       |                     | 4                     |                       |                       |  |  |                   |                   |                   |  |  |                   |                   |                   |
|  | U2                       | Seattle Thunderbirds     | 3                        |                       |                     |                       |                       |                       |  |  |                   |                   |                   |  |  |                   |                   |                   |
|  | U2                       | Seattle Thunderbirds     | 3                        | B1                    | Vancouver Giants    | 4                     |                       |                       |  |  |                   |                   |                   |  |  |                   |                   |                   |
|  |                          |                          |                          | B1                    | Vancouver Giants    | 4                     | Western Conference    |                       |  |  |                   |                   |                   |  |  |                   |                   |                   |
|  |                          | U1                       | Everett Silvertips       | 0                     |                     |                       |                       |                       |  |  |                   |                   |                   |  |  |                   |                   |                   |
|  | B2                       | U1                       | Everett Silvertips       | 0                     | Kelowna Rockets     | 4                     |                       |                       |  |  |                   |                   |                   |  |  |                   |                   |                   |
|  | B2                       |                          |                          |                       |                     |                       |                       |                       |  |  |                   |                   |                   |  |  |                   |                   |                   |
|  | B3                       | Kootenay Ice             | 2                        |                       |                     |                       |                       |                       |  |  |                   |                   |                   |  |  |                   |                   |                   |
|  | B3                       | Kootenay Ice             | 2                        | B2                    | Kelowna Rockets     | 2                     |                       |                       |  |  |                   |                   |                   |  |  |                   |                   |                   |
|  |                          |                          |                          | B2                    | Kelowna Rockets     | 2                     |                       |                       |  |  |                   |                   |                   |  |  |                   |                   |                   |
|  |                          |                          | U1                       | Everett Silvertips    | 4                   |                       |                       |                       |  |  |                   |                   |                   |  |  |                   |                   |                   |
|  | U4                       | Tri-City Americans       | U1                       | Everett Silvertips    | 4                   | 1                     |                       |                       |  |  |                   |                   |                   |  |  |                   |                   |                   |
|  | U4                       | Tri-City Americans       |                          |                       |                     |                       |                       |                       |  |  |                   |                   |                   |  |  |                   |                   |                   |
|  | U1                       | Everett Silvertips       | 4                        |                       |                     |                       |                       |                       |  |  |                   |                   |                   |  |  |                   |                   |                   |

### President’s-Cup-Sieger
| President’s-Cup-Sieger Vancouver Giants | Torhüter: Tyson Sexsmith, Dustin Slade Verteidiger: Paul Albers, Jonathon Blum, Brett Festerling, Mark Fistric, John Flatters, Cody Franson, Brendan Mikkelson Angreifer: Mitch Bartley, Mário Bližňák, Gilbert Brulé, Mitch Czibere, Kenton Dulle, Garet Hunt, Tim Kraus, Kyle Lamb, Milan Lucic, Spencer Machacek, Brett Parker, Jason Reese, Michal Řepík, David Rutherford, Chad Scharff, J. D. Watt Cheftrainer: Don Hay General Manager: Scott Bonner |

### Beste Scorer
Abkürzungen: GP = Spiele, G = Tore, A = Assists, Pts = Punkte, PIM = Strafminuten; Fett: Saisonbestwert
| Spieler          | Team                  | GP | G  | A  | Pts | PIM |
| ---------------- | --------------------- | -- | -- | -- | --- | --- |
| Gilbert Brulé    | Vancouver Giants      | 18 | 16 | 14 | 30  | 44  |
| Blair Jones      | Moose Jaw Warriors    | 22 | 9  | 12 | 21  | 45  |
| Steve Gillen     | Moose Jaw Warriors    | 22 | 8  | 12 | 20  | 14  |
| Cody Franson     | Vancouver Giants      | 18 | 5  | 15 | 20  | 12  |
| Paul Albers      | Vancouver Giants      | 18 | 3  | 16 | 19  | 8   |
| Dustin Boyd      | Moose Jaw Warriors    | 22 | 7  | 11 | 18  | 10  |
| Riley Holzapfel  | Moose Jaw Warriors    | 22 | 7  | 9  | 16  | 20  |
| Kenndal McArdle  | Moose Jaw Warriors    | 22 | 6  | 10 | 16  | 43  |
| Mitch Bartley    | Vancouver Giants      | 18 | 8  | 7  | 15  | 20  |
| Brandon Dubinsky | Portland Winter Hawks | 12 | 5  | 10 | 15  | 24  |

### Beste Torhüter
Abkürzungen: GP = Spiele, TOI = Eiszeit (in Minuten), W = Siege, L = Niederlagen, OTL = Overtime/Shootout-Niederlagen, GA = Gegentore, SO = Shutouts, Sv% = gehaltene Schüsse (in %), GAA = Gegentorschnitt
| Spieler        | Team                | GP | TOI  | W  | L | GA | SO | Sv%  | GAA  |
| -------------- | ------------------- | -- | ---- | -- | - | -- | -- | ---- | ---- |
| Dustin Slade   | Vancouver Giants    | 18 | 1099 | 16 | 2 | 24 | 6  | 93,8 | 1,31 |
| Leland Irving  | Everett Silvertips  | 12 | 747  | 8  | 3 | 21 | 3  | 93,8 | 1,69 |
| Matt Keetley   | Medicine Hat Tigers | 13 | 864  | 9  | 2 | 30 | 0  | 92,1 | 2,08 |
| Anton Khudobin | Saskatoon Blades    | 10 | 685  | 4  | 3 | 32 | 0  | 92,0 | 2,80 |

## Auszeichnungen

### All-Star-Teams

#### Eastern Conference
| First All-Star-Team | First All-Star-Team                      |
| ------------------- | ---------------------------------------- |
| Angriff:            | Dustin Boyd – Troy Brouwer – Darren Helm |
| Verteidigung:       | Brett Carson – Kris Russell              |
| Tor:                | Justin Pogge                             |

| Second All-Star-Team | Second All-Star-Team                           |
| -------------------- | ---------------------------------------------- |
| Angriff:             | Kyle Chipchura – Blair Jones – Devin Setoguchi |
| Verteidigung:        | Kyle Deck – Jeff Schultz                       |
| Tor:                 | Matt Keetley                                   |

#### Western Conference
| First All-Star-Team | First All-Star-Team                         |
| ------------------- | ------------------------------------------- |
| Angriff:            | Blake Comeau – Justin Keller – Ian McDonald |
| Verteidigung:       | Paul Albers – Shaun Heshka                  |
| Tor:                | Dustin Slade                                |

| Second All-Star-Team | Second All-Star-Team                              |
| -------------------- | ------------------------------------------------- |
| Angriff:             | Gilbert Brulé – Adam Cracknell – Brandon Dubinsky |
| Verteidigung:        | Cody Franson – Logan Stephenson                   |
| Tor:                 | Leland Irving                                     |

### Vergebene Trophäen
| Auszeichnung                      | Auszeichnung                 | Team                |
| --------------------------------- | ---------------------------- | ------------------- |
| Scotty Munro Memorial Trophy      | Scotty Munro Memorial Trophy | Medicine Hat Tigers |
| Auszeichnung                      | Spieler                      | Team                |
| Four Broncos Memorial Trophy      | Justin Pogge                 | Calgary Hitmen      |
| Bob Clarke Trophy                 | Troy Brouwer                 | Moose Jaw Warriors  |
| Bill Hunter Memorial Trophy       | Kris Russell                 | Medicine Hat Tigers |
| Jim Piggott Memorial Trophy       | Peter Mueller                | Everett Silvertips  |
| Del Wilson Trophy                 | Justin Pogge                 | Calgary Hitmen      |
| WHL Plus-Minus Award              | Paul Albers                  | Vancouver Giants    |
| Brad Hornung Trophy               | Kris Russell                 | Medicine Hat Tigers |
| Daryl K. (Doc) Seaman Trophy      | Brennan Wray                 | Moose Jaw Warriors  |
| Dunc McCallum Memorial Trophy     | Willie Desjardins            | Medicine Hat Tigers |
| Lloyd Saunders Memorial Trophy    | Scott Bonner                 | Vancouver Giants    |
| Allan Paradice Memorial Trophy    | Kyle Rehman                  |                     |
| St. Clair Group Trophy            | Dave Andjelic                | Medicine Hat Tigers |
| Doug Wickenheiser Memorial Trophy | Wacey Rabbit                 | Saskatoon Blades    |
| WHL Playoff MVP                   | Gilbert Brulé                | Vancouver Giants    |